# Ямная (Архангельская область)
Ямная — деревня в Устьянском районе Архангельской области.

## География
Находится в южной части Архангельской области на расстоянии приблизительно 48 км на север-северо-восток по прямой от административного центра района поселка Октябрьский.

## История
Была отмечена на карте 1984 года. До 2021 года входила в Строевское сельское поселение, с 2021 до 2022 года в Березницкое сельское поселение до его упразднения.

## Население
Численность населения: 20 человек (русские 100 %) в 2002 году, 6 в 2010.